# Pedicularis lyrata
Pedicularis lyrata är en snyltrotsväxtart som beskrevs av David Prain och Carl Maximowicz. Pedicularis lyrata ingår i släktet spiror, och familjen snyltrotsväxter. Inga underarter finns listade i Catalogue of Life.